# Domaine (Microsoft)
Pour les articles homonymes, voir Domaine.
Dans l'environnement de réseau Microsoft, la notion de domaine définit un ensemble de machines partageant des informations d'annuaire.

## Le concept de Domaine chez Microsoft
Chez Microsoft, un domaine est une entité logique vue comme une enveloppe étiquetée. Il reflète le plus souvent une organisation hiérarchique dans une entreprise. Par exemple, le domaine "COMPTA" désigne l'ensemble des machines réseau (postes, imprimantes, etc) du service Comptabilité, et les comptes utilisateurs qui sont autorisés à s'y connecter.
Le domaine permet à l'administrateur système de gérer plus efficacement les utilisateurs des stations déployées au sein de l'entreprise car toutes ces informations sont centralisées dans une même base de données.
Cette base de données est stockée sur des serveurs particuliers (Windows Server NT4, 2000, 2003), appelés Contrôleurs de Domaine (Domain Controller, en anglais).

## Environnement Windows NT 3.5, 3.51 ou 4
On distingue le domaine de "comptes" d'un domaine de "ressources".
- Le premier maintient à jour et stocke la liste des utilisateurs (nom de login, mot de passe) et leur habilitation (droits à accéder à des ressources réseau, droits à partager...).
- Le second définit plutôt un ensemble de partages réseau (disques, imprimantes...) qui sont mis à la disposition des autres stations (clientes) du réseau (comme des Windows XP).

## Environnement Windows 2000 ou 2003
Avec l'Active Directory de Microsoft, les notions de domaine de "comptes" et de "ressources" sont fusionnées. Il apparait de nouvelles notions :
- les arbres réunissent plusieurs domaines qui peuvent communiquer
- les forêts joignent des domaines disjoints ; la forêt réunit aussi des sites différents ;

Attention : les concepts de sites et d'unités organisationnelles dans Active Directory sont deux concepts très différents de celui de domaine.

## Autres utilisations de la notion de domaine en Informatique

### Domaine dans DNS
- Voir DNS (Système de nom de domaine)

### Domaine dans un annuaire (X500 ouLDAP)
- Voir RFC 2247[1] de 1998 Utiliser les domaines dans les identifiants (dn : Distinguished Name) de X500/LDAP
- Voir X.500

1. ↑  (en) Request for comments no 2247